# 2025年至2026年亞足聯冠軍聯賽二級聯賽分組賽
2025–26年亞足聯冠軍聯賽二級聯賽分組賽在2025年9月16日至12月24日期間舉行。

## 抽籤
抽籤儀式在2025年8月15日於馬來西亞吉隆坡的洲際酒店及度假村舉行。32 支球隊會被分成八組，每組有四隊，當中西亞區（A–D組）和東亞區（E–H組）各有四組。球隊來自相同成員國不會被分到同一小組中。
下列 32 支球隊會參與分組賽抽籤，其中 27 支是直接參賽球隊，三支是亞足聯冠軍精英聯賽外圍賽負方球隊（以「ACLE」標示），與及兩支附加賽圈勝方球隊（以「PS」標示）。
| 區域   | 小組 | 第一檔次   | 第二檔次   | 第三檔次   | 第四檔次   |
| ------ | ---- | ---------- | ---------- | ---------- | ---------- |
| 西亞區 | A–D  | 沙巴罕ACLE | 艾斯迪格拿 | 慕哈瑞克   | 艾華達     |
| 西亞區 | A–D  | 艾納斯     | 安迪江     | 莫亨巴根SG | 哈列迪亞   |
| 西亞區 | A–D  | 艾華斯爾   | 艾祖拉     | 伊斯迪洛   | 果阿PS     |
| 西亞區 | A–D  | 多哈艾阿里 | 艾侯賽恩   | 阿卡達     | 阿哈爾PS   |
|        |      |            |            |            |            |
| 東亞區 | E–H  | 曼谷聯ACLE | 巴吞聯     | 大埔       | 河內公安   |
| 東亞區 | E–H  | 大阪飛腳   | 麥克阿瑟   | 獅城水手   | 東方       |
| 東亞區 | E–H  | 浦項製鐵   | 雪蘭莪     | 卡雅       | 淡濱尼流浪 |
| 東亞區 | E–H  | 北京國安   | 南定       | 拉查布里   | 萬隆PS     |

備註
1. ACLE 亞足聯冠軍精英聯賽外圍賽負方。
2. PS 亞足聯冠軍聯賽二級聯賽附加賽圈勝方。

## 賽制
於分組賽中，各組會以主客雙循環形式進行賽事。小組首名和次名球隊會晉級到十六強。

### 排名準則
球隊會按積分（勝方得 3 分，賽和得 1 分，落敗得 0 分）進行排名。假如積分相同，下列排名準則會被應用（條例第 8.3 條）：
1. 積分相同球隊之間的對賽得分；
2. 積分相同球隊之間的對賽得失球差；
3. 積分相同球隊之間的對賽入球數；
4. 假如有兩隊以上的球隊在採用上述準則後仍然成績相同，那些球隊會再集中按上述準則進行排名；
5. 所有賽事中的得失球差；
6. 所有賽事中的入球數；
7. 假如只有兩隊成績相同而該兩隊是於最後一場對壘，會進行互射十二碼；
8. 紀律分（黃牌 = 1 分，兩黃一紅 = 3 分，直接紅牌 = 3 分，黃牌後再得直接紅牌 = 4 分）;
9. 抽籤。

## 賽程
分組賽賽程如下。
| 圈數     | 日期                  | 日期              |
| 圈數     | 西亞區                | 東亞區            |
| -------- | --------------------- | ----------------- |
| 比賽日 1 | 2025年9月16–17日      | 2025年9月17–18日  |
| 比賽日 2 | 2025年9月30日–10月1日 | 2025年10月1–2日   |
| 比賽日 3 | 2025年10月21–22日     | 2025年10月22–23日 |
| 比賽日 4 | 2025年11月4–5日       | 2025年11月5–6日   |
| 比賽日 5 | 2025年11月25–26日     | 2025年11月26–27日 |
| 比賽日 6 | 2025年12月9–10日      | 2025年12月10–11日 |

## 外部連結
- 官方网站